# Марквербен

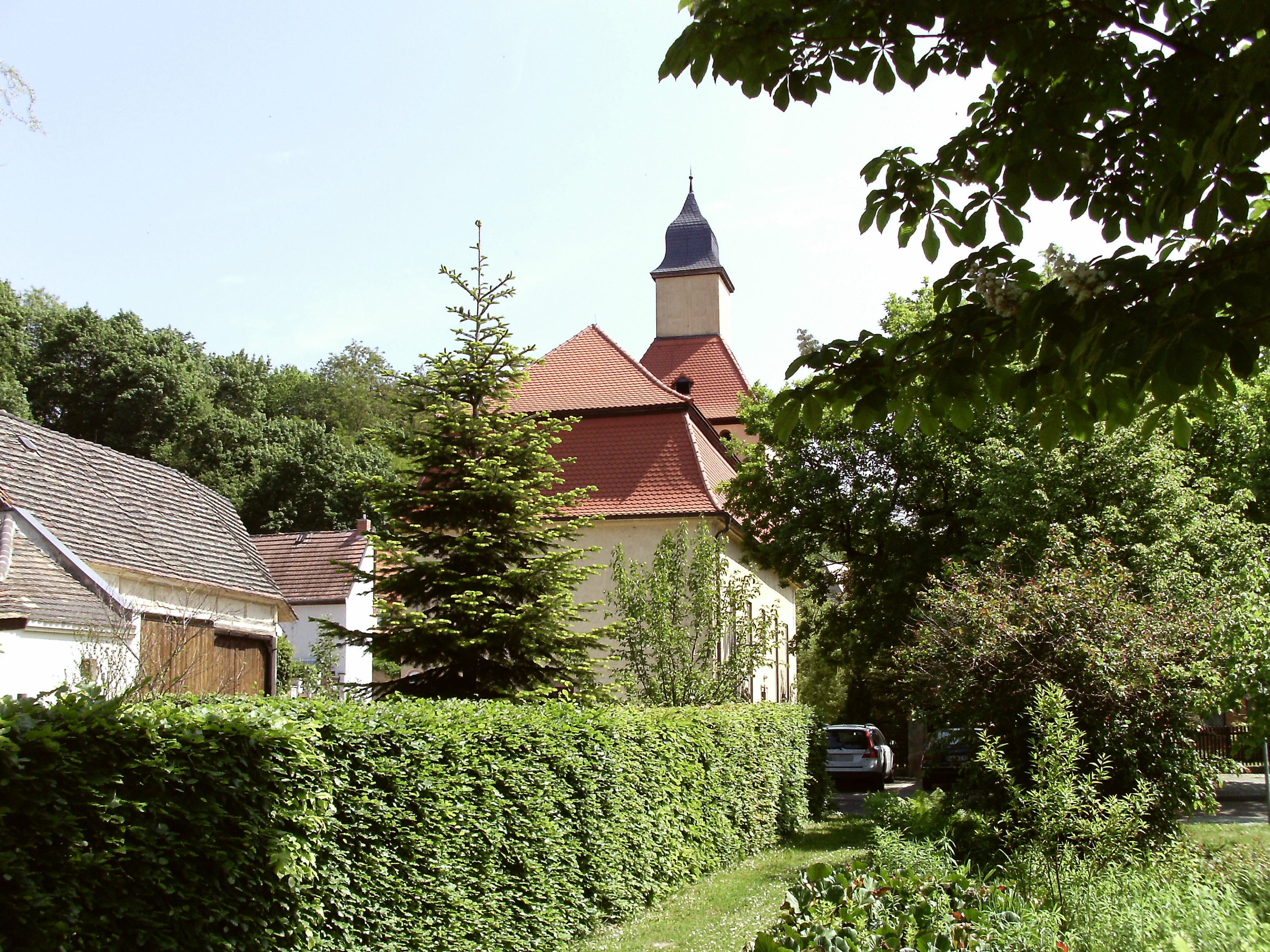
Церковь

Марквербен (нем. Markwerben) — деревня в Германии, в земле Саксония-Анхальт. 
Входит в состав города Вайсенфельс района Вайсенфельс. Население составляет 698 человек (на 31 декабря 2006 года). Занимает площадь 3,77 км².
Впервые упоминается между 881 и 899 годами как местечко Фуйрбина. В 1231 году упоминается как Марквирбене.
До 31 декабря 2009 года Марквербен имела статус общины (коммуны). 1 января 2010 года вошла в состав города Вайсенфельс.